# Scolecenchelys
Scolecenchelys es un género de peces de la familia Ophichthidae.

## Especies
- Scolecenchelys acutirostris (M. C. W. Weber & de Beaufort, 1916)
- Scolecenchelys aoki (D. S. Jordan & Snyder, 1901)
- Scolecenchelys australis (W. J. Macleay, 1881)
- Scolecenchelys brevicaudata Hibino & Kimura, 2015
- Scolecenchelys breviceps (Günther, 1876)
- Scolecenchelys castlei J. E. McCosker, 2006
- Scolecenchelys chilensis J. E. McCosker, 1970)
- Scolecenchelys cookei (Fowler, 1928)
- Scolecenchelys fuscapenis J. E. McCosker, S. Ide & Endo, 2012
- Scolecenchelys fuscogularis Hibino, Y. Kai & Kimura, 2013
- Scolecenchelys godeffroyi (Regan, 1909)
- Scolecenchelys gymnota (Bleeker, 1857)
- Scolecenchelys iredalei (Whitley, 1927)
- Scolecenchelys laticaudata (J. D. Ogilby, 1897)
- Scolecenchelys macroptera (Bleeker, 1857)
- Scolecenchelys nicholsae (Waite, 1904)
- Scolecenchelys profundorum (J. E. McCosker & Parin, 1995)
- Scolecenchelys puhioilo (J. E. McCosker, 1979)
- Scolecenchelys robusta Hibino & Kimura, 2015
- Scolecenchelys vermiformis (W. K. H. Peters, 1866)
- Scolecenchelys xorae (J. L. B. Smith, 1958)